# Michael Engelmann (Politiker)
Michael Engelmann (* 15. April 1969 in Bremen) ist ein bremischer Politiker (SPD) und war Abgeordneter in der Bremischen Bürgerschaft.

## Biografie
Engelmann machte 1988 an einem Gymnasium in Bremen-Walle sein Abitur und danach die Ausbildung zum Industriekaufmann bei der Firma Kaffee HAG. Nach der Ausbildung war er dort von 1991 bis 1993 kaufmännischer Angestellter. Er war bei Kaffee HAG Jugend- und  Auszubildendenvertreter und Mitglied des Betriebsrats. 1994 war er für einige Monate kaufmännischer Angestellter bei der Mieter-Bauverein eG, danach bis 1999 kaufmännischer Angestellter beim DMB Mieterverein Bremen.
Engelmann wurde 1990 Mitglied der SPD. 1992 wurde er in den Vorstand des Ortsvereins Gröpelingen gewählt, 1994 wurde er zweiter Vorsitzender und Organisations- und Wahlkampfleiter des Ortsvereins Gröpelingen sowie Unterbezirks- und Landesdelegierter. Von Juni 1995 bis Juni 1999 war er Mitglied des Beirats beim Ortsamt Gröpelingen und dort Sprecher der SPD-Fraktion. Von 1999 bis 2003 war Engelmann Mitglied in der Bremischen Bürgerschaft.
Engelmann ist offen homosexuell. Von 2002 bis 2003 war er Bundesvorsitzender der Lesben und Schwulen in der SPD, den sogenannten Schwusos.